# دونگا ایلبو
دونگا ایلبو (انگلیسی: The Dong-a Ilbo) شرکت انتشارات کره‌ای است، که در سال ۱۹۲۰ تأسیس شد.